# Bibliographie sur le Canada
Pour un article plus général, voir Canada.
Cet article présente une bibliographie sur le Canada regroupant des ouvrages généraux sur ce pays et les principales thématiques qui l'entourent.

## Démographie et histoire sociale
- (en) J. M. Burnsted, The Peoples of Canada, a Post-Confederation History, Oxford, Oxford University Press, 1992.
- (en) Paul Robert Magocsi, Encyclopedia of Canada's Peoples, University of Toronto Press, 1999, 1334 p. (ISBN 978-0-8020-2938-6).

## Droit
- (en) Donald R. Songer, The Transformation of the Supreme Court of Canada : An Ampirical Examination, University of Toronto Press, 2008, 290 p. (ISBN 978-0-8020-9689-0, présentation en ligne).
- (en) Ian Greene, The Charter of Rights, Toronto (Ontario), James Lorimer and Company, 1989, 258 p. (ISBN 1-55028-185-2, présentation en ligne).
- (en) Jonathan L. Black-Branch, Making Sense of the Canadian Charter of Rights and Freedoms, Canadian Education Association, 1995 (ISBN 0-920315-78-X).

## Climat et environnement
- (en) Barry Smit, Shirley Ellen Wall et Johanna Wandel, Farming in a Changing Climate : Agricultural Adaptation in Canada, UBC Press, 2007, 273 p. (ISBN 978-0-7748-1393-8).
- (en) David Etkin, C.E. Haque et Gregory R. Brooks, An Assessment of Natural Hazards and Disasters in Canada, Dordrecht, Springer, 2003, 380 p. (ISBN 978-1-4020-1179-5, présentation en ligne).
- (en) Melody Hessing, Michael Howlett et Tracy Summerville, Canadian Natural Resource and Environmental Policy : Political Economy and Public Policy, UBC Press, 2005, 369 p. (ISBN 978-0-7748-1181-1).
- (en) Michael A. levi, The Canadian Oil Sands : Energy Security vs. Climate Change, Council on Foreign Relations, Center for Geoeconomic Studies, 2009, 52 p. (ISBN 978-0-87609-429-7, lire en ligne).
- (en) William G. Bailey, T.R. Oke et Wayne R. Rouse, The Surfaces Climates of Canada, McGill-Queen's University Press, 1997, 369 p. (ISBN 0-7735-1672-7, présentation en ligne).

## Économie
- (en) William Thoma Easterbrook et Hugh G. J. Aitken, Canadian Economic History, University of Toronto Press, 1988, 606 p. (ISBN 0-8020-6696-8, présentation en ligne).

## Faune et flore
- (en) Alexander Milton Ross, The Birds of Canada, Roswell and Hutchison, 1871 (ISBN 1-146-72072-6).
- (en) John Macoun Nils et Conrad Kindberg, Catalogue of Canadian Plants, Geological Survey of Canada, 1883.
- (en) Ken Drushka, Canada's Forests : A History, McGill-Queen's University Press, 2003 (ISBN 0-7735-2660-9).

## Géographie
- (en) Alan Rayburn, Naming Canada : Stories About Canadian Place Names, University of Toronto Press, 2001, 360 p. (ISBN 978-0-8020-8293-0, présentation en ligne).
- (en) Christopher Moore, Bill Slavin et Janet Lunn, The Big Book of Canada : Exploring the Provinces and Territories, Tundra Books, 2002 (ISBN 0-88776-457-6).
- Collectif, La Géographie du Canada, Bordeaux, Presses universitaires de Bordeaux, 1986.
- (en) Robert M. Bone, The Regional Geography of Canada, Don Mills, Oxford University Press, 2000.
- (en) Thomas A. Rumney, Canadian Geography : A Scholarly Bibliography, Lanham (Md.), Scarecrow Press, 2010, 783 p. (ISBN 978-0-8108-6717-8).
- (en) William G. Dean, Geoffrey J. Matthews et Byron Moldofsky, Concise Historical Atlas of Canada, University of Toronto Press, 1998, 180 p. (ISBN 0-8020-4203-1, présentation en ligne).

## Histoire

### Histoire générale
- (en) Desmond Morton, A Short History of Canada, Marks and Spencer, 2001 (ISBN 0-7710-6508-6).
- (en) Martin Brook Taylor et Doug Owram, Canadian History : Confederation to the Present, University of Toronto Press, 1994, 304 p. (ISBN 0-8020-2801-2).
- (en) R. Cole Harris et John Warkentin, Canada Before Confederation, Oxford University Press, 1974 (ISBN 978-0-19-501791-5).
- (en) Rae Murphy et Colin M. Bain, Canadian History : Canada Since 1867 Essentials, Piscataway, 1993 (ISBN 0-87891-917-1).
- (en) Roger E. Riendeau, A Brief History of Canada, Toronto (Ontario), Facts on File, 2007, 444 p. (ISBN 978-0-8160-6335-2).
- (en) Terence Allan Crowley, The Essentials of Canadian History : Pre-Colonization to 1867, the Beginning of a Nation, Research and Education Association, 1994, 97 p. (ISBN 0-87891-916-3).
- Yves Frenette, Brève histoire des Canadiens Français, Les Éditions du Boréal, 1998, 216 p. (ISBN 978-2-89052-896-3).

### Histoire du Canada britannique
- (en) Sir John George Bourinot et George McKinnon, Canada Under British Rule 1760-1905, Cambridge, University of California Libriries, 1909.

### Histoire du Bas-Canada
- (en) Elinor Kyte, Redcoats and Patriotes, The Rebellions in Lower Canada, Canadian War Museum Publication, 1985 (ISBN 0-8020-6930-4).

### Histoire du Haut-Canada
- (en) Frederick H. Armstrong, Handbook of Upper Canadian Chronology, Dundurn Press, 1985 (ISBN 0-919670-92-X).

### Histoire de la Nouvelle-France
- Gilles Havard, Histoire de l'Amérique française, Paris, Flammarion, 2003.
- Louis De Kinder, La Nouvelle France et le monde, Montréal (Québec), Louis De Kinder, 2001.
- (en) William Kingsford, The History of Canada : Canada Under French Rule, Roswell and Hutchinson, 1887.

### Histoire militaire
- (en) Bill Freeman et Richard Nielsen, Far From Home : Canadians in the First World War, McGraw-Hill Ryerson, 1998, 246 p. (ISBN 0-07-086118-8).
- (en) David Devenney (lieutenant-colonel) (éditeur en chef), Sur des sommets balayés par les vents II : faits saillants historiques de l'Aviation royale canadienne (édition révisée), Sa Majesté la reine du chef du Canada, 2013, 204 p. (ISBN 978-1-100-54643-8).
- (en) David J. Bercuson, Blood on the Hills : The Canadian Army in the Korean War, Toronto (Ont.), University of Toronto Press, 1999, 269 p. (ISBN 0-8020-0980-8).
- (en) Desmond Morton, A Military History of Canada, Toronto (Ontario), McClelland and Stewart, 1999, 338 p. (ISBN 0-7710-6514-0).
- (en) H. Senior, The Last Invasion of Canada : The Fenians Raids, 1866-1870, Dundurn Press, 1996 (ISBN 1-55002-085-4).
- (en) J. L. Granatstein et Desmond Morton, A Nation Forged in Fire : Canadians and the Second World War, 1939-1945, 1989.
- (en) Jack Lawrence Granatstein, Canada's Army : Waging War and Keeping the Peace, Toronto (Ontario), University of Toronto Press, 2002.
- (en) Jean H. Morin et Richard Howard, Operation Friction, 1990-1991 : the Canadian Forces in the Persian Gulf, Dundurn Press, 1997, 304 p. (ISBN 978-1-55002-257-5, présentation en ligne).
- (en) John Clearwater, Canadian Nuclear Weapons : The Untold Story of Canada's Cold War Arsenal, Dundurn Press, 1998, 309 p. (ISBN 1-55002-299-7, présentation en ligne).
- (en) Mark Zuehlke, Canadian Military Atlas : Four Centuries of Conflict from New France to Kosovo, Douglas & McIntyre, 2006, 228 p. (ISBN 978-1-55365-209-0).
- (en) Mary Beacock Fryer, Battlefields of Canada, Dundurn Press, 1996, 273 p. (ISBN 1-55002-007-2, présentation en ligne).
- (en) Miriam Greenblatt et John Stewart Bowman, War of 1812, Facts on File, 2003 (ISBN 0-8160-4936-X).
- Pierre Vennat, Les « poilus » québécois de 1914-1918 : histoire des militaires canadiens-français de la Première Guerre mondiale, Montréal (Québec), Éditions du Méridient, 1999, 368 p. (ISBN 2-89415-256-6).
- (en) René Chartrand et Ronald Volstad, Canadian Forces in World War II, Osprey Publishing, 2001 (ISBN 1-84176-302-0).

## Langues
- (en) Charles Boberg, The English Language in Canada : Status, History and Comparative Analysis, Cambridge University Press, 2010 (ISBN 978-0-511-78981-6).
- (en) Jochen Kosel, The Language Situation in Canada with Special Regard to Québec, RWTH Aachen University, 2009, 60 p. (ISBN 978-3-640-65926-5, présentation en ligne).
- (en) John R. Edwards, Language in Canada, Cambridge University Press, 1998, 504 p. (ISBN 0-521-56328-3, présentation en ligne).

## Monarchie canadienne
- (en) Arthur Bousfield et Gary Toffoli, Royal Observations : Canadians and Royalty, Hamilton (Ontario), Dundurn Press, 1991, 237 p. (ISBN 1-55002-076-5, présentation en ligne).
- (en) Colin Coates, Majesty in Canada : Essays on the Role of Royalty, Hamilton (Ontario), Dundurn Press, 2006 (ISBN 1-55002-586-4).

## Peuples autochtones
- (en) Catherine Bell et Robert K. Paterson, Protection of First Nations Cultural Heritage : Laws, Policy, and Reform, Vancouver, UBC Press, 2009, 441 p. (ISBN 978-0-7748-1463-8).
- (en) John Borrows, Recovering Canada : The Resurgence of Indigenous Law, University of Toronto Press, 2002, 312 p. (ISBN 0-8020-3679-1).
- (en) Keith J. Crowe, A History of the Original Peoples of Northern Canada, McGill-Queen's University Press, 1991, 248 p. (ISBN 0-7735-0880-5, présentation en ligne).
- (en) Michael Asch, Aboriginal and treaty rights in Canada : essays on law, equality, and respect for difference, Vancouver, University of British Columbia Press, 1998, 284 p. (ISBN 0-7748-0581-1, présentation en ligne).
- Olive Patricia Dickason, Les Premières Nations, Sillery (Québec), Septentrion, 1996.
- (en) Olive Patricia Dickason, Canada's First Nations : A History of Founding Peoples From Earliest Times, Norman (Oklahoma), University of Oklahoma Press, 1992.
- (en) Stephen Leacock, The Dawn of Canadian History : A Chronicle of Aboriginal Canada, Dodo Press, 2009 (ISBN 978-1-4099-4930-5 et 1-4099-4930-3).

## Politique

### Politique canadienne
- (en) Allan Moscovitch, Theresa Jennisen et Peter Findlay, The Welfare State in Canada : 1840 to 1978, Wilfrid Laurier University Press, 1983, 246 p. (ISBN 0-88920-114-5, présentation en ligne).
- (en) Anne Westhues, Canadian Social Policy : Issues and Perspectives, Wilfrid Laurier University Press, 2006, 478 p. (ISBN 978-0-88920-504-8, présentation en ligne).
- (en) Christian Leuprecht, Essentials Readings in Canadian Constitutional Politics, University of Toronto Press, 2011, 502 p. (ISBN 978-1-4426-0368-4, présentation en ligne).
- (en) Craig Forcese et Aaron Freeman, The Laws of Government : The Legal Foundations of Canadian Democracy, Toronto (Ontario), Irwin Law, 2005.
- (en) Dennis Raphael, Poverty and Policy in Canada : Implications for Health and Quality of Life, Canadian Scholars' Press, 2007, 424 p. (ISBN 978-1-55130-323-9).
- (en) Frederick Lee Morton, Law, politics, and the judicial process in Canada, Frederick Lee, 2002, 660 p. (ISBN 1-55238-046-7, présentation en ligne).
- (en) Garth Stevenson, Unfulfilled Union : Canadian Federalism and National Unity, McGill-Queen's University Press, 2004, 314 p. (ISBN 0-7735-2744-3, présentation en ligne).
- Gérald-A. Beaudoin, Le Partage des pouvoirs, Ottawa, Université d'Ottawa, 1983.
- (en) Irma Coucill, Canada's Prime Ministers, Governors General and Fathers of Confederation, Pembroke Publishers, 2005, 183 p. (ISBN 1-55138-185-0, présentation en ligne).
- (en) James Bickerton, Canadian Politics, University of Toronto Press, 2009 (ISBN 978-1-4426-0121-5).
- James Ross Hurley, La Modification de la Constitution du Canada, historique, processus, probleèms et perspectives d'avenir, Ottawa (Ontario), Ministère des Approvisionnements et Services, 1996.
- Jean Chaussade, Le Canada, ou les risques d'éclatement d'un grand pays, Paris, Ellipses, 1995.
- (en) Jeffrey Roy, Business and Government in Canada, University of Ottawa Press, 2007, 198 p. (ISBN 978-0-7766-0658-3, présentation en ligne).
- (en) John C. Courtney et Davie E. Smith, The Oxford Handbook of Canadian Politics, Oxford, Oxford University Press, 2010, 558 p. (ISBN 978-0-19-533535-4, présentation en ligne).
- (en) Katherine Fierlbeck, Health Care in Canada : A Citizen's Guide to Policy and Politics, University of Toronto Press, 2011, 382 p. (ISBN 978-1-4426-0983-9, présentation en ligne).
- (en) Katherine Fierlbeck, Political Thought in Canada : An Intellectual History, Broadview Press, 2006.
- (en) Linda Trimble et Jane Arscott, Still Counting : Women in Politics Across Canada, University of Toronto Press, 2008, 210 p. (ISBN 978-1-55111-374-6 et 1-55111-374-0).
- (en) Patrick Malcolmson et Richard Myers, The Canadian Regime : An Introduction to Parliamentary Government in Canada, University of Toronto Press, 2009, 275 p. (ISBN 978-1-4426-0047-8, présentation en ligne).
- (en) Rand Dyck, Canadian Politics : Concise, Cengage Learning, 2011, 504 p. (ISBN 978-0-17-650343-7, présentation en ligne).
- Robin Philpot, Le Référendum volé, Montréal (Québec), Les Éditions des Intouchables, 2005.
- (en) Stephen Brooks, Canadian Democracy : An Introduction, Oxford, Oxford University Press, 1996.
- (en) Tony L. Hill, Canadian Politics, Riding by Riding : An In-depth Analysis of Canada's 301 Federal Electoral Districts, Prospect Park Press, 2002, 474 p. (ISBN 0-9723436-0-1, présentation en ligne).
- (en) William Paul Cross, Political Parties, Vancouver, UBC Press, coll. « Canadian Democratic Audit », 2004.

### Relations internationales
- (en) Arthur E. Blanchette, Canadian Foreign Policy, 1945-2000 : Major Documents and Speeches, Dundurn Press, 2000, 262 p. (ISBN 978-0-919614-89-5).
- (en) Arthur E. Blanchette, Canadian Foreign Policy, 1977-1992 : Selected Speeches and Documents, McGill-Queen's University Press, 1994, 168 p. (ISBN 978-0-88629-243-0, présentation en ligne).
- (en) Brian J. Bow et Patrick Lennox, An Independant Foreign Policy for Canada? : Challenges and Choices for the Future, University of Toronto Press, 2008, 250 p. (ISBN 978-0-8020-9634-0).
- (en) John Herd Thompson et Stepehn J. Randall, Canada and the United States : Ambivalent Allies, Athens (Ga.), University of Georgia Press, 2008, 406 p. (ISBN 978-0-8203-2403-6 et 0-8203-2403-5, présentation en ligne).
- (en) Patrick James, Nelson Michaud et Marc J. O'Reilly, Handbook of Canadian Foreign Policy, Lexington Books, 2006, 607 p. (ISBN 978-0-7391-1493-3, présentation en ligne).
- (en) Rosalind Irwin, Ethics and Security in Canadian Foreign Policy, UBC Press, 2001, 294 p. (ISBN 978-0-7748-0863-7, présentation en ligne).
- (en) Steven Kendall Holloway, Canadian Foreign Policy : Defining the National Interest, Toronto (Ontario), University of Toronto Press, 2006, 276 p. (ISBN 1-55111-816-5, présentation en ligne).

## Religion
- (en) Douglas James Wilson, The Church Grows in Canada, University of Wisconsin: Ryerson Press, 1966.
- (en) Elam Rush Stimson, History of the Separation of Church and State in Canada, BiblioBazaar, 2008, 208 p. (ISBN 978-0-559-67266-8).
- (en) Frances Swyripa, Storied Landscapes : Ethno-religious Identity and the Canadian Prairies, University of Manitoba Press, 2010, 296 p. (ISBN 978-0-88755-720-0, présentation en ligne).
- (en) Marguerite Van Die, Religion and Public Life in Canada : Historical and Comparative Perspectives, University of Toronto Press, 2001, 385 p. (ISBN 978-0-8020-8245-9, présentation en ligne).
- (en) Nancy Christie et Michael Gauvreau, Christian Churches and Their Peoples, 1840-1965 : A Social History of Religion in Canada, University of Toronto Press, 2010, 176 p. (ISBN 978-1-4426-6001-4, présentation en ligne).
- (en) Mark A. Noll, A History of Christianity in the United States and Canada, Grand Rapids, W.B. Eerdmans, 1996.
- (en) Robert Choquette, Canada's Religions : An Historical Introduction, University of Ottawa Press, 2004, 464 p. (ISBN 978-0-7766-0557-9, présentation en ligne).
- (en) Terence J. Fay, History of Canadian Catholics, McGill-Queen's University Press, 2002, 1334 p. (ISBN 978-0-8020-2938-6).
- (en) Terrence Murphy et Roberto Perin, A Concise History of Christianity in Canada, Oxford University Press, 1996 (ISBN 978-0-19-540758-7).

## Science et technologie
- (en) Council of Canadian Academies, The State of Science and Technology in Canada, 2012, Council of Canadian Academies, 2012 (ISBN 978-1-926558-47-9).